# 市谷台町
市谷台町（いちがやだいまち）は、東京都新宿区の町名。住居表示実施済み区域であり、丁番の設定がない単独町名である。

## 地理
新宿区のほぼ中央部にあたり、牛込地域の西部に位置する。町域の北西は新宿区余丁町、北から東・南にかけては同区住吉町、西は同区富久町にそれぞれ接する。ほぼ中央を余丁町通りが通っている。通り沿いに高層建造物が見られるが、通りに面していない部分は、低層の住宅街になっている。

## 歴史
現町域の大半が備中松山藩板倉氏の下屋敷であった。

### 沿革
- 1872年7月 - 市ヶ谷谷町と市ヶ谷三軒屋敷・市ヶ谷安養寺門前・武家地（市ヶ谷鍋釣町と俗称されていた）・屋敷地が統合され、市ヶ谷谷町（のちに市谷谷町に変更）となる。
- 1922年4月 - 市谷谷町から分離し、市谷台町を新設。
- 1983年8月 - 市谷冨久町に住居表示が実施され市谷台町の一部が編入される。
- 1986年11月 - 余丁町に住居表示が実施され市谷台町の一部が編入される。
- 2002年4月 - 住居表示を実施し、市谷台町の全域と市谷冨久町の残部（道路のみ）を以て市谷台町となる。

## 経済

### かつて存在した企業
- 東京土地

## 世帯数と人口
2025年（令和7年）3月1日現在（新宿区発表）の世帯数と人口は以下の通りである。
- 世帯数 : 1,044世帯
- 人口 : 1,507人

### 人口の変遷
国勢調査による人口の推移。
| 年                 | 人口  |
| ------------------ | ----- |
| 1995年（平成7年）  | 1,111 |
| 2000年（平成12年） | 1,277 |
| 2005年（平成17年） | 1,232 |
| 2010年（平成22年） | 1,241 |
| 2015年（平成27年） | 1,301 |
| 2020年（令和2年）  | 1,497 |

### 世帯数の変遷
国勢調査による世帯数の推移。
| 年                 | 世帯数 |
| ------------------ | ------ |
| 1995年（平成7年）  | 556    |
| 2000年（平成12年） | 690    |
| 2005年（平成17年） | 700    |
| 2010年（平成22年） | 722    |
| 2015年（平成27年） | 775    |
| 2020年（令和2年）  | 994    |

## 学区
区立小・中学校に通う場合、学区は以下の通りとなる（2018年8月時点）。
- 区域 : 全域
  - 小学校 : 新宿区立富久小学校
  - 中学校 : 新宿区立新宿中学校

## 交通
町域内に鉄道駅はないが、都営新宿線の曙橋駅が利用可能な範囲にある。

## 事業所
2021年（令和3年）現在の経済センサス調査による事業所数と従業員数は以下の通りである。
- 事業所数 : 90事業所
- 従業員数 : 1,290人

### 事業者数の変遷
経済センサスによる事業所数の推移。
| 年                 | 事業者数 |
| ------------------ | -------- |
| 2016年（平成28年） | 93       |
| 2021年（令和3年）  | 90       |

### 従業員数の変遷
経済センサスによる従業員数の推移。
| 年                 | 従業員数 |
| ------------------ | -------- |
| 2016年（平成28年） | 1,159    |
| 2021年（令和3年）  | 1,290    |

## 施設
- 台町すみれ公園
- 西川流十世宗家西川扇蔵稽古場

## その他

### 日本郵便
- 郵便番号 : 162-0066[3]（集配局 : 牛込郵便局[15]）。